# Thuidium pseudoglaucinum
Thuidium pseudoglaucinum är en bladmossart som beskrevs av Andries Touw 2001. Thuidium pseudoglaucinum ingår i släktet tujamossor, och familjen Thuidiaceae. Inga underarter finns listade i Catalogue of Life.